# (R)-2-ヒドロキシ脂肪酸デヒドロゲナーゼ
(R)-2-ヒドロキシ脂肪酸デヒドロゲナーゼ（(R)-2-hydroxy-fatty-acid dehydrogenase; EC 1.1.1.98）は、以下の化学反応を触媒する酵素である。
(R)-2-ステアリン酸 + NAD+ {\displaystyle \rightleftharpoons } 2-オキソステアリン酸 + NADH + H+
すなわち、2つの基質(R)-2-ヒドロキシステアリン酸((R)-2-hydroxystearate)とニコチンアミドアデニンジヌクレオチド(NAD+)から、3つの生成物として2-オキソステアリン酸(2-oxostearate)　、NADH、水素イオンへと導く。この反応は脂肪酸代謝と関連が深い。
この酵素は酸化還元酵素に属し、特異的にCH-OHに作用し、NAD+またはをNADP+電子受容体とする。この酵素の組織名は(R)-2-ヒドロキシステアリン酸:NAD+ オキシドリダクターゼ((R)-2-hydroxystearate:NAD+ oxidoreductase)である。この酵素は、D-2-ヒドロキシ脂肪酸デヒドロゲナーゼ(D-2-hydroxy fatty acid dehydrogenase)とも　2-ヒドロキシ脂肪酸オキシダーゼ(2-hydroxy fatty acid oxidase)とも呼ばれる。